# Hōtō
Le hōtō (ほ う と う), aussi appelé houtou, est un plat régional populaire qui consiste en une soupe de nouilles originaire de Yamanashi, au Japon, préparé en faisant mijoter des nouilles udons plates et des légumes dans une soupe miso.

## Aperçu
Fondamentalement, c'est un type de plat préparé en pétrissant de la farine de blé et en la hachant grossièrement en nouilles épaisses et courtes, en les mijotant dans une soupe à base de miso avec de la citrouille et d'autres légumes, et en les servant chauds. Ce n'est pas nécessairement une forme de plat de nouilles. Les nouilles sont refroidies et placées sur une passoire. De plus, au restaurant, les nouilles sont fines pour être faciles à manger ; de la viande et des fruits de mer sont ajoutés en plus des légumes. Bien que le hōtō soit communément reconnu comme une variante de l'udon, les habitants de la région ne le considèrent pas comme un plat d'udons car la pâte est préparée à la manière de boulettes plutôt que de nouilles. En 2007, il a été sélectionné par le ministère de l'Agriculture, des Forêts et de la Pêche comme l'une des « 100 meilleures cuisines locales des villages agricoles, de montagne et de pêcheurs » sélectionnées parmi les spécialités locales de chaque région.

## Origines
La culture du blé et sa farine ont été introduites dans la préfecture de Yamanashi en raison de la pénurie de riz locaux. La sériciculture avait transformé des terres traditionnellement réservées aux cultures de riz en fermes de soie, et des produits à base de farine de blé comme le hōtō ont été inventés pour contrer les pénuries alimentaires résultant de ce changement dans l'agriculture.
Le hōtō est donc une soupe à base de farine de blé au lieu de riz. Cette transition a peut-être commencé dans la région de Gunnai de Yamanashi, où la riziculture était impossible à démarrer en raison de la température froide et des grandes quantités de débris volcaniques incrustés dans le sol. La culture du blé s'est répandue dans le reste de la préfecture et dans les préfectures voisines de Nagano, Shizuoka, Saitama et Gunma, où l'on trouve également une cuisine similaire utilisant de la pâte de farine et de la soupe. Par exemple, un plat appelé nibōtō, qui est identique au hōtō sauf avec une soupe aromatisée à la sauce soja, peut être trouvé dans les préfectures de Saitama et de Gunma.

### Takeda Shingen

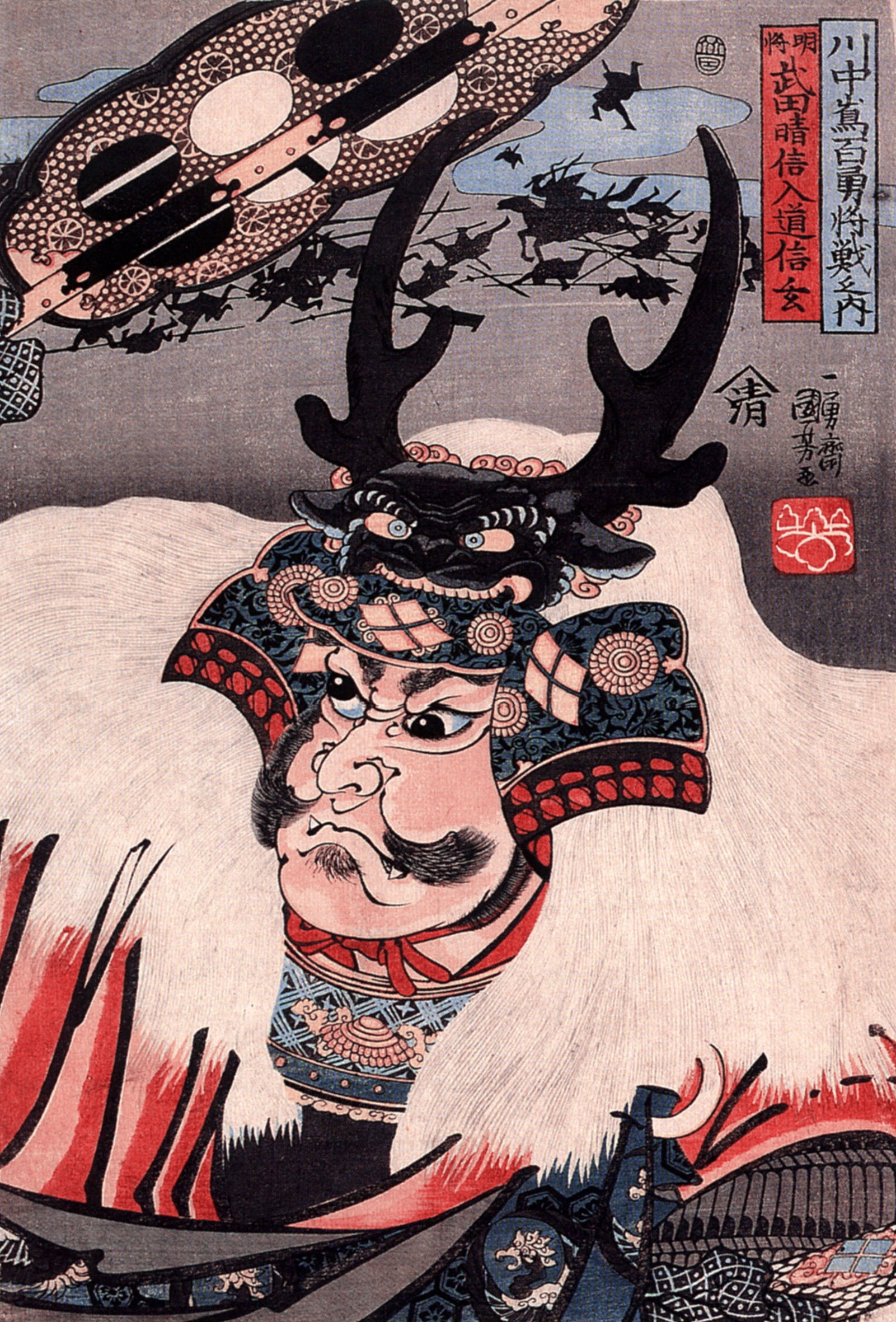
Takeda Shingen.

Une autre théorie répandue suggère que le hōtō a été inventé par le seigneur de guerre local Takeda Shingen. Le redéveloppement de l'industrie et du commerce après la Seconde Guerre mondiale a fait du tourisme l'entreprise la plus rentable de la préfecture et l'image de Takeda Shingen a été fréquemment utilisée pour promouvoir les produits régionaux de la région. Les habitants ont cherché à populariser le hōtō en tant que plat touristique en l'annonçant comme le repas consommé par Takeda Shingen et ses soldats avant chaque bataille. Les touristes modernes peuvent profiter du hōtō dans de nombreux restaurants locaux et dans des endroits plutôt improbables tels que les cafés et les glaciers.
Une branche plus extrême de ces publicités prétend que les descendants du clan Takeda ont présenté la recette au shogunat Tokugawa, qui l'a ensuite utilisée pour développer le miso-nikomi udon de Nagoya. La validité de cette affirmation reste hautement spéculative.

## Étymologie

### Théorie de l'origine chinoise
On pense généralement que le nom hōtō est une euphonie de hakutaku (餺飥) ; le nom de la farine d'udon après qu'elle a été pétrie et coupée.
Le kanji 餺飥 apparaît pour la première fois dans les dictionnaires de la période Nara, et sa lecture est répertoriée dans les dictionnaires de la période d'Insei comme hautau, montrant que la prononciation avait déjà commencé à se transformer en lecture hōtō. Bien que hōtō ait été introduit au Japon bien avant udon, on pense que les deux noms sont originaires de Chine. Par exemple, dans la province chinoise actuelle du Shanxi, le mot wonton est écrit avec des kanjis similaires (餛飩) et se prononce « hōtō ».

### Théorie de l'origine locale
Les linguistes locaux soulignent que le mot est utilisé dans les documents de la période Edo pour décrire toutes sortes de produits à base de farine, y compris la farine fabriquée à partir de cultures autres que le blé. Dans le dialecte local, le mot désignant la farine est hatakimono, tandis que le mot local désignant le broyage des récoltes en poudre est hataku. Certains linguistes émettent l'hypothèse que le hōtō est en fait issu de ces mots locaux lorsque la farine a été transformée en un plat populaire.
D'autres linguistes ne sont pas d'accord avec la théorie de l'origine chinoise car il n'y a aucune preuve concluante que le mot soit originaire de Chine. Ils soutiennent que l'acceptation populaire du hōtō en tant que cuisine trouvée exclusivement dans la région de Yamanashi annule les théories selon lesquelles le mot a été importé d'outre-mer. Cependant, d'un point de vue historique, le mot hataku apparaît pour la première fois dans des documents vers 1484 à l'époque de Muromachi, tandis que hōtō ou hautau peuvent être trouvés beaucoup plus tôt dans des écrits tels que The Pillow Book. Cela contredit l'idée que le hataku était à la base du nom du plat.

### Autres théories
Le mot peut également être considéré comme une euphonie de 宝刀 ou 放蕩. Pour 宝刀 (épée au trésor), l'explication donnée est que Takeda Shingen a coupé les ingrédients du plat avec sa propre épée. Cependant, les linguistes ont tendance à considérer cette idée comme un jeu de mots intelligent dans une campagne publicitaire plutôt qu'une théorie légitime.

## Préparation et ingrédients

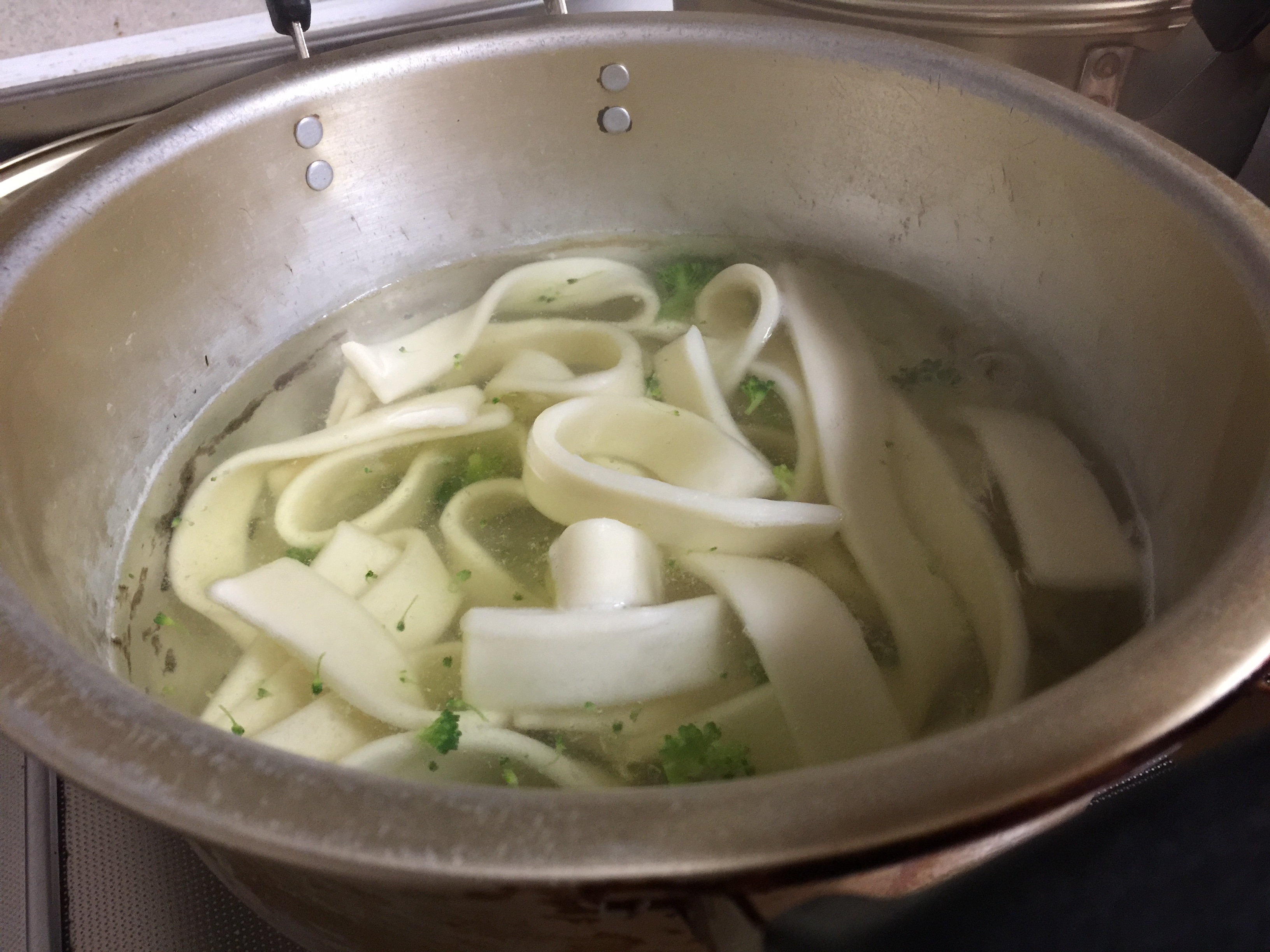
Hōtō udon.

La pâte est pétrie à mains nues dans un bol en bois et étirée pour sécher. Elle est ensuite repliée et coupée en gros morceaux avec un couteau de cuisine. Contrairement à l'udon, le hōtō nécessite une texture de pâte plus dure, provoquée par la quantité de gluten, et la pâte n'est pas mélangée avec du sel ou laissée reposer. Une particularité est que les nouilles n'ont pas besoin d'être étuvées ; elles sont bouillies crues avec les autres ingrédients.
On pense généralement que le meilleur goût est obtenu en faisant bouillir la citrouille dans la soupe miso jusqu'à ce qu'elle devienne tendre et fonde en morceaux. Le dashi (base de soupe) est fabriqué à partir de niboshi, qui sont souvent laissés dans la soupe des plats cuisinés à la maison. Les légumes diffèrent selon la saison ; le negi, les oignons et les pommes de terre sont généralement inclus pendant l'été, tandis que le taro, les carottes et le chou chinois constituent les ingrédients d'hiver, ainsi que divers types de champignons tels que le shiitake et le shimeji. Le porc ou le poulet sont de préférence inclus. En termes de valeur nutritionnelle, le hōtō fournit de grandes quantités d'amidon des nouilles et des pommes de terre, ainsi que des vitamines et des fibres de la soupe et des légumes.
La plupart des nouilles hōtō sont plus larges et plus plates que les nouilles udon ordinaires. Bien qu'il s'agisse d'un repas copieux en soi, il peut être servi avec du riz blanc de la même manière qu'une soupe miso. Certains restaurants serviront du hōtō avec des nouilles très épaisses et lourdes dans de grands pots en fer pour provoquer une sensation volumineuse rappelant le nabemono et d'autres plats de fondue chinoise à vapeur.

## Hōtōaux haricots azuki
Azuki-bōtō (小豆ぼうとう, azuki bōtō) fait référence à une soupe de haricots rouges avec des nouilles hōtō ajoutées à la place du traditionnel mochi ou shiratama. Bien que la soupe aux haricots rouges ait généralement une texture aqueuse, l'azuki-bōtō se compose d'un ragoût épais et gluant, qui est placé sur les nouilles hōtō et mangé comme du botamochi. Un plat local de la préfecture d'Ōita appelé yaseuma (や せ う ま) est extrêmement similaire à l'azuki-bōtō, sauf qu'il est plus sucré et considéré comme une collation plutôt qu'un repas. En ce sens, hōtō diffère considérablement de la catégorisation moderne des udons. L'azuki-bōtō n'est pas courant, même dans la préfecture de Yamanashi, et ne se trouve généralement que dans l'ancienne région de la province de Kai. Cependant, certaines chaînes de restaurants locales inscrivent l'azuki-bōtō sur leur menu habituel. le 16 février 2004, le gouvernement japonais prend des mesures pour le festival Wakamiko hoto, au sanctuaire Miwa à Wakamiko dans le même district et sélectionné comme un bien culturel folklorique immatériel dont le plat de pâtes de haricot azuki est préparé comme repas rituel.

## Hōtōet les habitants de Yamanashi
Dans la préfecture de Yamanashi, il est toujours reconnu comme un plat quotidien. Il est de coutume que les magasins de la préfecture de Yamanashi affichent le drapeau de bataille Fūrinkazan de Takeda Shingen pour signifier que le hōtō est servi. Selon les habitants de Yamanashi, hōtō et udon sont des aliments complètement différents et sans rapport (similaire à la façon dont le kishimen (き し め ん) est considéré par les habitants de Nagoya).
Traditionnellement, chaque ménage pétrissait lui-même la pâte à partir de farine. C'était un plat populaire parmi les femmes qui travaillaient toute la journée à l'extérieur et devaient préparer le dîner pour une grande famille d'agriculteurs car la recette et le processus de fabrication du hōtō ne prenaient pas de temps ni étaient compliqués. La soupe se composait généralement de plus grandes quantités de légumes que de nouilles, car la farine était rare et chère. De nombreux ménages réservaient les nouilles comme un régal servi uniquement aux invités de marque.
Au fur et à mesure que la modernisation et l'industrialisation du Japon se poursuivaient, le riz est devenu le pilier et la popularité du hōtō en tant que plat domestique a diminué. Les supermarchés de Yamanashi vendent désormais des nouilles hōtō et de la pâte de miso préemballées, et très peu de ménages continuent de pétrir leur propre farine. Le hōtō s'est progressivement standardisé en goût et en recette, disparaissant des repas ménagers.
De nombreuses chaînes de restaurants à Yamanashi ont choisi le hōtō comme aliment commercialisable. Certains ne le servent que dans le style traditionnel avec une base de miso, tandis que d'autres utilisent la soupe aux haricots rouges ou gochujang susmentionnée pour créer plus de variété de goût. Des ingrédients non traditionnels tels que les huîtres, la tortue et le crabe peuvent également être inclus dans certains cas. Ces versions sont souvent considérées comme des incongruités par les résidents locaux — car le plat simple original était un mets de pauvre —, mais elles ont gagné en popularité auprès des touristes.